# Ягідка (Червенський район)
Ягідка (біл. вёска Ягадзька) — село в складі Червенського району Мінської області, Білорусь. Село підпорядковане Валевачівській сільській раді, розташоване в центральній частині області.